# Фалькранц, Карл Юхан
Карл Юхан Фалькранц (швед. Carl Johan Fahlcrantz; 29 ноября 1774[…], Стора-Туна — 9 января 1861[…], приход Святых Якова и Иоанна) — шведский художник-пейзажист. Брат Христиана-Эрика Фалькранца.

## Биография
Родился в приходе Стора-Турна, провинция Даларна, в семье Юхана Фалькранца и Густафви де Бреннер. Брат Алекс Магнус (1780—1854) был скульптором. Прапрабабушка София Элизабет Бреннер, поэтессой.
В 1791 году после переезда в Стокгольм стал учиться у Юхана Готтлоба Бруселла из Королевского драматического театра. Спустя год его учителем стал Эммануэль Лимнелл. Брал уроки у Элиаса Мартина и изучал пейзажную живопись у Луи Беланже.
В 1802 году стал кандидатом в Шведскую королевскую академию свободных искусств, а спустя год — её членом. В 1805 году вместе с Густавом Хасселгреном получил стипендию от академии на четыре года. В 1827 году посетил Норвегию, в 1829 году — Данию. В 1815 году стал профессором академии. Получил несколько заказов от российского императора Николая I. Умер в 1861 году, был похоронен в приходе Святых Якова и Иоанна.

## Галерея

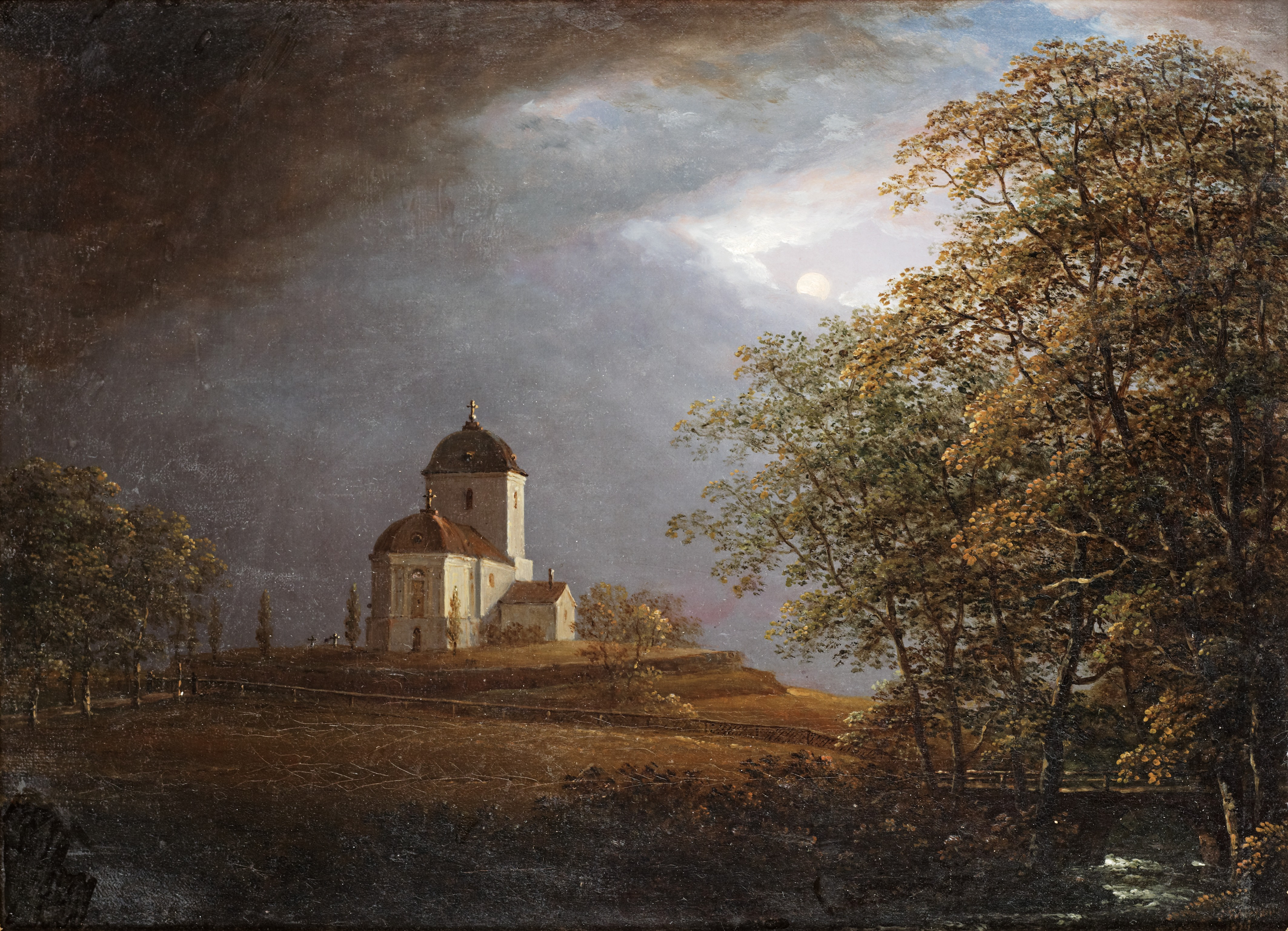
Вид на Андрарумскую церковь, 1836
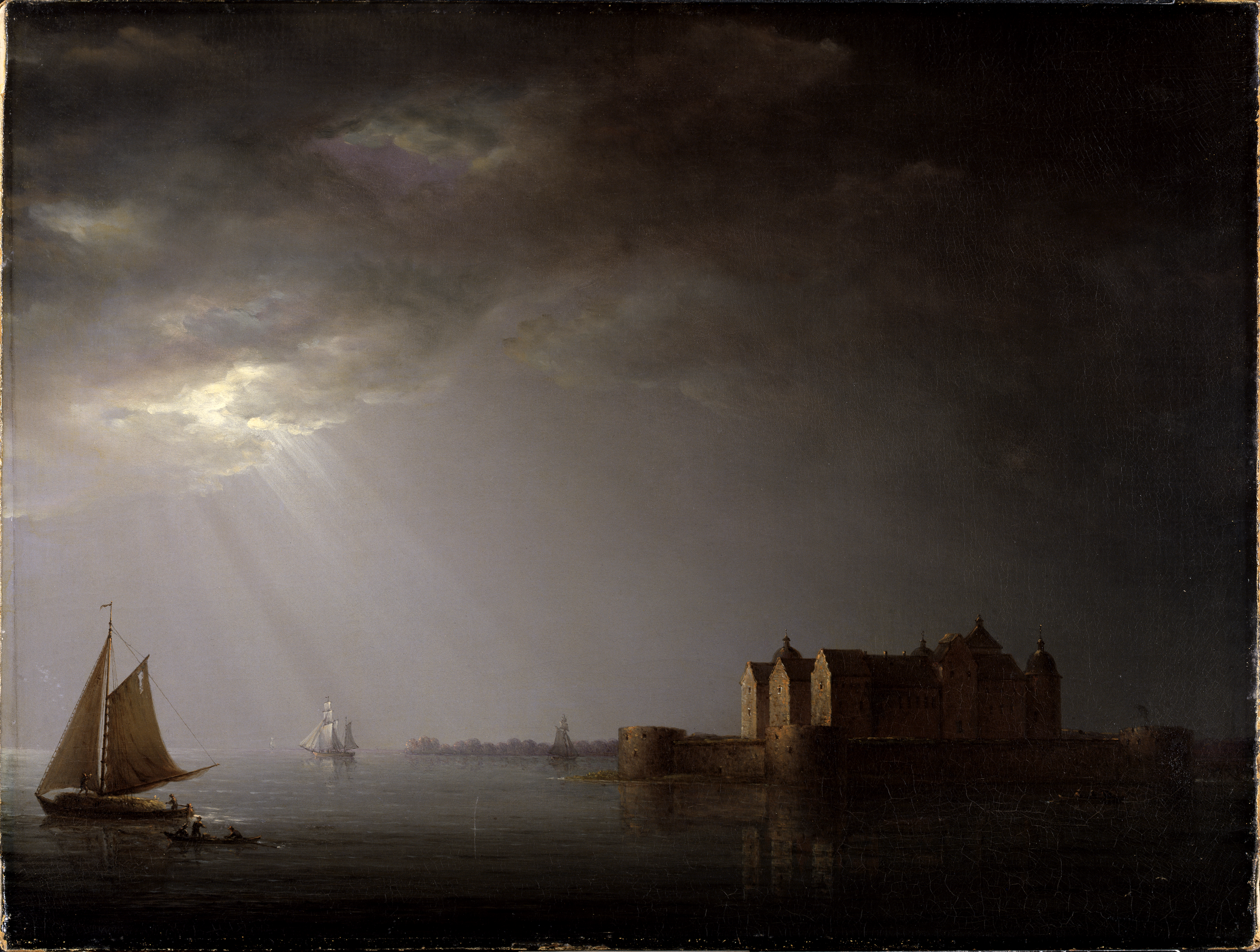
Полнолуние над Кальмарским замком, 1835